# Esperia Football Club
L'Esperia Football Club fu una società calcistica di Como. La squadra indossava una maglia bianca con una stella nera sul petto, all'altezza del cuore.
Oggi, con la denominazione Club Esperia 1919, è un'associazione ricreativa e culturale, prevalentemente impegnata nell'ambito della filatelia e del collezionismo.

## Storia
Fondata nel 1914 con la denominazione Associazione Ex Martinitt, era composta da ragazzi e studenti provenienti soprattutto dall'orfanotrofio di Como, dipendenza comasca dei Martinitt di Milano.
Nei primi anni di attività, l'associazione giocò una notevole quantità di partite e tornei in ambito U.L.I.C. ponendo le basi per la nascita del Comitato U.L.I.C. di Como. Negli Ex Martinitt confluirono anche alcuni giovani giocatori del Como, rimasto inattivo perché la maggior parte dei propri giocatori era stata chiamata a combattere nella prima guerra mondiale.
Alla fine del conflitto la società, reduce dalla vittoria del titolo regionale dei liberi, notevolmente cresciuta in fatto di soci e giocatori, fece il salto di qualità: prese in affitto un terreno in via Milano dove allestì un proprio campo di gioco (il campo del Como si trovava invece in via dei Mille) e si iscrisse alla F.I.G.C., cambiando la propria ragione sociale in Esperia Football Club.
L'Esperia si iscrisse al campionato di Promozione e, al termine della stagione 1920-1921, ottenne l'ascesa in Prima Categoria, il massimo livello della scala gerarchica F.I.G.C. dell'epoca. All'esordio in massima serie l'Esperia si dimostrò tra le migliori squadre del campionato, complice la defezione delle migliori ventiquattro società italiane (che decisero di non partecipare al campionato federale per protestare contro l'allargamento del campionato avallato dalla federazione): vinse infatti le eliminatorie regionali laureandosi Campione di Lombardia e si qualificò alle semifinali nazionali, dove arrivò terza nel girone B. Nel gennaio 1922 il barone Paolo Ajroldi di Robbiate fu nominato presidente onorario del sodalizio.

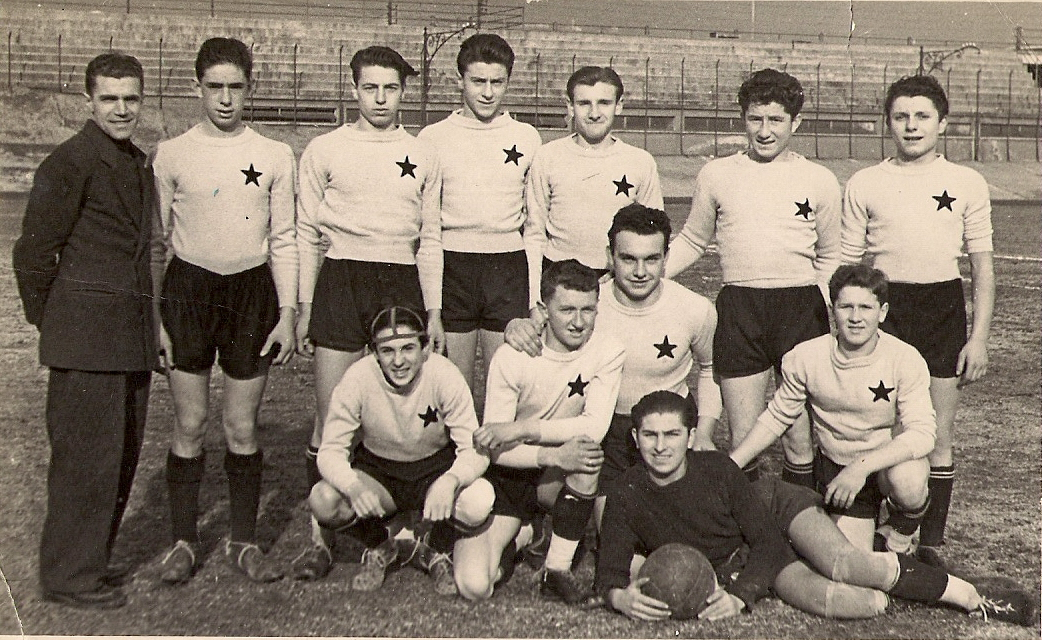
Formazione dell'Esperia-Fino nella stagione 1946-1947

Grazie all'ottima stagione si qualificò al successivo campionato di massima serie (Prima Divisione), nel corso del quale riuscì anche nell'impresa di strappare un pareggio sul campo del Genoa, che avrebbe poi vinto, imbattuto, il titolo di campione italiano. L'Esperia però, a causa del rientro nei ranghi federali delle ventiquattro società secessioniste, non riuscì a salvarsi e retrocedette in Seconda Divisione, il secondo livello di allora. Tre anni dopo, il 21 maggio 1926, l'Esperia si fuse con il Como, dando vita all'Associazione Calcio Comense.
Dopo la caduta del fascismo, il club venne rifondato e, dopo poco tempo, si fuse con l'A.C. Fino Mornasco. Con la denominazione di Esperia-Fino la squadra partecipò ai campionati di Serie C 1946-1947 e 1947-1948, stagione al termine della quale la squadra di calcio venne definitivamente sciolta. Continua, comunque, l'attività del club come organizzatore di eventi sportivi, ricreativi e culturali: nel 2014 sono attive le sezioni di filatelia e collezionismo del Club Esperia 1919.

## Stadio
Durante i suoi primi tempi di vita, l'Esperia utilizzava il campo di Pra Pasquée, già piazza d'armi, luogo dove nel 1927 verrà costruito lo stadio Giuseppe Sinigaglia.
In seguito verrà utilizzato un terreno recintato in via Francesco Viganò.
Il 5 ottobre 1919 venne inaugurato il nuovo campo di via Milano.

## Allenatori e presidenti
Elenco degli allenatori e dei presidenti della società al 1924:
| Allenatori dell'Esperia - 1914-1919 Enrico Ferrario - 1919-1920 Francesco Casartelli - 1920-1921 Americo Cappelletti - 1921-1922 Gustavo Carrer - ????-???? Francesco Matteucci | Presidenti dell'Esperia - 1914-1919 consiglio direttivo - 1919 Domenico Della Vigna - 1919-1921 Luigi Galimberti - 1921-1923 Alfredo Sacco - 1923-???? Giuseppe Noseda |

## Statistiche e record

### Partecipazione ai campionati

#### Campionati nazionali
| Livello | Categoria         | Partecipazioni | Debutto   | Ultima stagione | Totale |
| ------- | ----------------- | -------------- | --------- | --------------- | ------ |
| 1º      | Prima Categoria   | 1              | 1921-1922 | 1921-1922       | 2      |
| 1º      | Prima Divisione   | 1              | 1922-1923 | 1922-1923       | 2      |
| 2º      | Seconda Divisione | 2              | 1923-1924 | 1924-1925       | 2      |
| 3º      | Terza Divisione   | 1              | 1925-1926 | 1925-1926       | 3      |
| 3º      | Serie C           | 2              | 1946-1947 | 1947-1948       | 3      |

Nelle 8 stagioni sportive disputate a livello FIGC tra il 1920 e il 1926 e dal 1946 al 1948. Sono esclusi i campionati disputati nella ULIC prima del 1920. Nel CRL (Comitato regionale lombardo) giocò la Promozione 1920-1921.

## Palmarès
- Campionato comasco ULIC: 1

1919-1920
- Campionato lombardo di Promozione: 1

1920-1921
- Campionato lombardo di Prima Categoria: 1

1921-1922

## Il derby di Como
Nella prima metà degli anni venti, anteriormente alla loro fusione, era fortemente sentita nella città lariana la rivalità fra le due società locali, Como ed Esperia.

### Statistiche
| Partite giocate | Vittorie Como | Pareggi | Vittorie Esperia | Reti Como | Reti Esperia |
| --------------- | ------------- | ------- | ---------------- | --------- | ------------ |
| 6               | 4             | 1       | 1                | 8         | 6            |

### Risultati e marcatori
| Data             | Campionato                        | Partita        | Risultato | Marcatori                                                  |
| ---------------- | --------------------------------- | -------------- | --------- | ---------------------------------------------------------- |
| 4 dicembre 1921  | Prima Categoria Lombardia, finali | Como - Esperia | 0-3       | Ronchetti M., Corsiglia, Ronchetti G.                      |
| 1º gennaio 1922  | Prima Categoria Lombardia, finali | Esperia - Como | 0-0       |                                                            |
| 18 novembre 1923 | Seconda Divisione, girone C       | Esperia - Como | 1-3       | Locatelli (E), Cetti F. (C), Preziati (C), Avogadro A. (C) |
| 17 febbraio 1924 | Seconda Divisione, girone C       | Como - Esperia | 1-0       | Preziati                                                   |
| 7 dicembre 1924  | Seconda Divisione, girone B       | Esperia - Como | 1-2       | Marzorati (C), Bazzini (E), Marzorati (C)                  |
| 22 febbraio 1925 | Seconda Divisione, girone B       | Como - Esperia | 2-1       | Roncoroni (C), Gatti (E), Cetti A. (C)                     |